# × Aegilotriticum
Aegilotriticum es un género de plantas herbáceas de la familia de las poáceas. Comprende 10 especies descritas y de estas, solo 7 aceptadas.

## Taxonomía
El género fue descrito por Paul Victor Fournier y publicado en Les Quatre Flores de la France 89. 1935.

## Especies
- × Aegilotriticum erebunii (Gandilyan) van
- × Aegilotriticum grenieri (C.Richt.) P.Fourn.
- × Aegilotriticum langeanum (Amo) van Slageren
- × Aegilotriticum rodetii (Trab.) van Slageren
- × Aegilotriticum sancti-andreae (Degen) Soó
- × Aegilotriticum speltiforme (Jord.) van Slageren
- × Aegilotriticum triticoides (Req. ex Bertol.) van Slageren